# دبیرستان فرزانگان تهران
دبیرستان فرزانگان تهران که مدرسه آن اکنون دبیرستان فرزانگان ۱ تهران دوره دوم نام دارد، یکی از دبیرستان‌های سازمان ملی پرورش استعدادهای درخشان (سمپاد) است. این دبیرستان یکی از واحدهای آموزشی دخترانهٔ شناخته‌شده و معتبر ایران است که هر ساله بسیاری از دانش‌آموختگان آن وارد دانشگاه‌های برتر ایران می‌شوند. هم‌چنین همه ساله دانش‌آموزانی از این دبیرستان در مسابقات علمی ملی و جهانی موفقیت‌هایی کسب می‌کنند.
دبیرستان فرزانگان تهران که در سال ۱۳۴۷ بنیان‌گذاری شد
تا سال ۱۳۶۶ تنها مدرسه سمپاد دخترانه در ایران بود. همچنین تا دهه ۱۳۷۰ تنها مدرسه سمپاد دخترانه در تهران بود اما هم‌اکنون به تعداد بیشتری مدرسه سمپاد دخترانه در تهران گسترش یافته‌است. 
این دبیرستان هم‌جوار مجتمع ورزشی شهید گلاب و اداره آموزش و پرورش منطقه ۶ است. در سال ۱۳۹۰ مدرسه فرزانگان ۶ به ضمیمه این فرزانگان قرار گرفت و در سال ۱۳۹۲ با مدیریت جدیدی از آن جدا گشت.
در سال ۱۳۹۵ اعلام شد که مدرسه در پایه دهم در سال تحصیلی جدید ورودی جدید نخواهد گرفت که این امر با تجمع اعتراضی دانش‌آموزان، اولیا و فارغ‌التحصیلان مواجه شد که آن را اقدامی در جهت تعطیلی مدرسه و انتقال آن به فرزانگان ۶ می‌دانستند. در پی آن سخنگوی اداره کل آموزش و پرورش شهر تهران اعلام کرد به علت نبود ظرفیت برای دانش آموزان دوره دوم دبیرستان دخترانه فرزانگان یک، این دانش آموزان به ساختمان شماره دو این دبیرستان منتقل می‌شوند.

## تحصن ۵ مهر ۱۴۰۲
با برکناری طاهره کردی و روی کار آمدن حدیث صانعی به عنوان مدیر، این دبیرستان شاهد تغییرات فراوان شامل استفعای دبیران مرد و سخت‌گیری‌های زیادی مانند کار گذاشتن دوربین در دستشویی‌های مدرسه از طرف مدیریت بود و این اتفاقات باعث شد در تاریخ ۵ مهرماه اعتراضات گسترده‌ای توسط دانش‌آموزان و والدین آنها شکل بگیرد‌. که نتیجه آن فرار کردن سرپرست(صانعی) از دبیرستان و استعفای او بود.

## مراسم و برنامه‌های فوق‌برنامه

### کارگاه علوم
کارگاه علوم این دبیرستان هر ساله در حوالی بهمن و اسفند ماه توسط دانش آموزان پایه دهم (سال دوم) برگزار می‌شود. در مدت زمان برگزاری این کارگاه، کلاس‌ها به حالت تعطیل و نیمه‌تعطیل در می‌آید و دانش‌آموزان پژوهش‌هایشان را در زمینه‌های گوناگون از جمله زیست‌شناسی، علم رایانه، فیزیک، ادبیات و علوم انسانی، شیمی، ریاضی، رباتیک، نانو، هوا و فضا، هنر و ستاره‌شناسی و ارائه می‌کنند.
بیشتر پژوهش‌ها در طول سال تحصیلی در ضمن کلاس‌های پژوهش علوم پایه و پژوهش علوم انسانی انجام می‌شوند. هر یک از این کلاس‌ها یک زنگ در هفته را به خود اختصاص می‌دهند.
از این برنامه خانواده‌های دانش‌آموزان، مسئولین آموزشی، دانش‌آموزان مدرسه‌های دیگر و بسیاری از افراد علاقه‌مند بازدید می‌کنند.

### مسابقات رباتیک
با توجه به حضور فعال دبیرستان‌های فرزانگان در رقابت‌های بین‌المللی روبوکاپ، مسابقاتی تحت نام فرزکاپ در دبیرستان فرزانگان یک تهران برگزار می‌گردد.

### سرودهای ملی
همه ساله دانش‌آموزان سال یازدهم (سال سوم)، سرودی تدوین می‌کنند که دانش‌آموزان سال‌های بعد به یادبودشان -در حلقه‌هایی که در حیاط دبیرستان می‌زنند- اجرا می‌کنند. مفاهیم این سرودها اغلب بر پایهٔ آزادی، امید و آینده و متناسب با دغدغه‌های خاص هر پایه است.
نمونه ای از این سرودها اوهام، ری را، پژواک، در میان طوفان، قصهٔ تکرار، رؤیای آخر، بادبادک‌ها، پرواز بندباز، پژواک، تا اوج، ققنوس، لبریز، میراث، نبض، طنین و طلوع است.

### کارگاه هنری
دانش آموزان سال یازدهم (سال سوم) هر سال به عنوان آخرین برنامه گروهی دبیرستان برنامهٔ «کارگاه هنری» دارند که زمانش معمولاً حوالی اسفند است. قسمت‌های مختلف برنامهٔ تئاتر و موسیقی (ایرانی و کلاسیک) و … است که بسته به دانش آموزان، پایه و ابتکارشان تغییر می‌کند. (برای مثال در سال ۹۷ دانش آموزان اجرای موسیقی تلفیقی، آکاپلا و.. داشتند) مهم‌ترین قسمت برنامه هنری خواندن سرود ملی جدید است که تا قبل از برنامهٔ هنری دانش آموزان پایه‌های دیگر از محتوای شعر و آهنگ آن خبر ندارند.

### چکاد قلم
هر سال یک یا چند نشست ادبی به نام چکاد قلم برگزار می‌شود که شرکت کنندگان آن، دانش آموزان، دبیران و فارغ التحصیلان این مدرسه هستند. در این نشست آثار ادبی نوشته شده توسط دانش آموزان خوانده و نقد می‌شود. در کنار بخش ادبی چکاد برنامه‌های جانبی نیز مانند موسیقی وجود دارد. در برخی از این نشست‌ها از میهمان‌هایی دعوت می‌شود که آثار ادبی آن‌ها برگزیده بوده و بیشتر جمع با آن‌ها آشنایند. رسم چنین است که مجری، برنامه را با شعر بخوان به نام گل سرخ از محمدرضا شفیعی کدکنی آغاز کند.

## دانش‌آموختگان
- مریم میرزاخانی دارندهٔ دو مدال طلا از المپیاد جهانی ریاضی و استاد ریاضی دانشگاه پرینستون. میرزاخانی همچنین در سال ۲۰۱۴، برنده مدال فیلدز شد.[۶] میرزاخانی نخستین زن و نخستین ایرانی برنده جایزه فیلدز است که بزرگترین افتخاری شناخته می‌شود که یک ریاضیدان می‌تواند کسب کند.
- نگار بوبان، نوازنده بربط و استاد دانشگاه
- رؤیا بهشتی زواره
- آناهیتا قزوینی زاده
- فریناز کوشانفر
- تینا ترکمان
- پونه گرجی